# Kniptjärnen (Burträsks socken, Västerbotten, 717625-171389)
Kniptjärnen är en sjö i Skellefteå kommun i Västerbotten och ingår i Bureälvens huvudavrinningsområde.